# تیتراسیون کارل فیشر

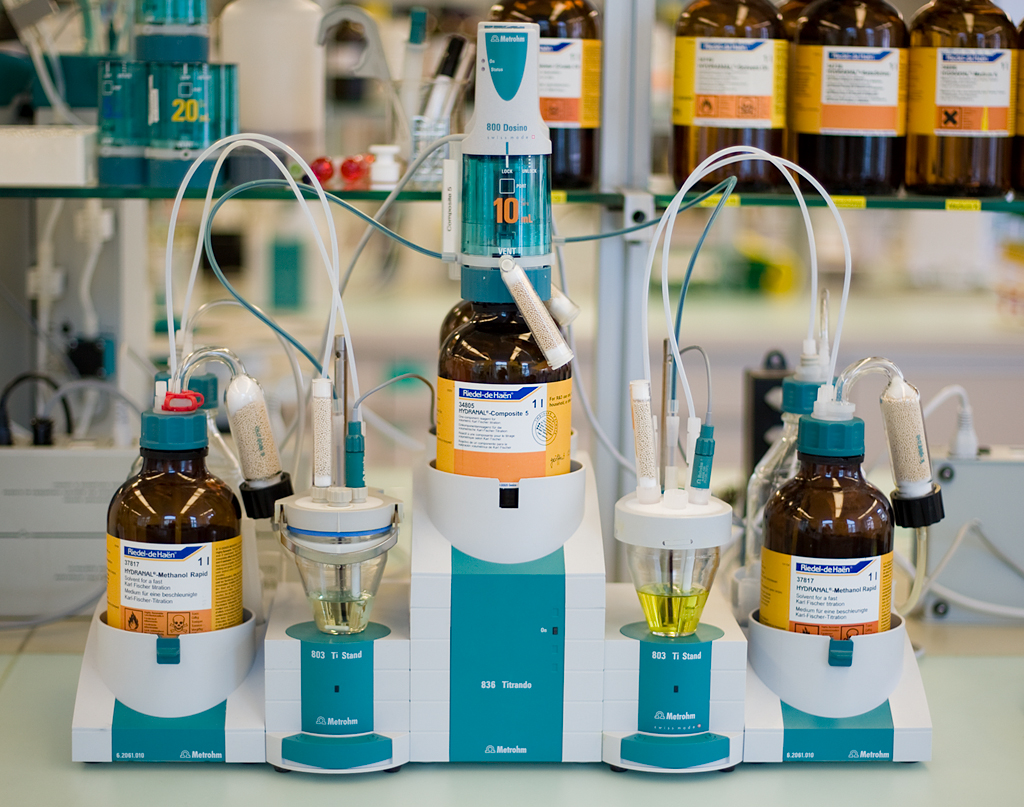
تیتراسیون کارل فیشر.

تیتراسیون کارل فیشریک روش پتانسیل سنجی که مقدار جا مانده آب را در ماده آنالیز می‌کند. یک مثال حل شده در متانول است که با روش کارل فیشر تیتراسیون می‌شود. این روش شامل ید است که به خوبی در آب حل می‌شود. بنابراین مقدار آب را می‌توان با نشان دادن پتانسیل الکتریکی یودهای اضافی تخمین زد.
این روش در سال ۱۹۳۵ توسط شیمیدان آلمانی کارل فیشر ابداع شد.

## ساز و کار
ای استفاده در فرآیند تیتراسیون از محلول کارل فیشر استفاده می شود. تیتراسیون کارل فیشر برای تعیین میزان آب درون نمونه کاربرد دارد. اساس کار این روش بر مبنای واکنش زیر است:
{\displaystyle {\ce {I2 + H2O + SO2 -> SO3 + 2HI}}}
در واکنش بالا توجه نمایید که آب درون نمونه است که وارد واکنش شده و با محاسبه میزان انجام واکنش، می توان مقدار آب درون نمونه را محاسبه نمود.

## روش ها
برای تعیین آب توسط کارل فیشر دو روش مختلف وجود دارد.
1. تیتراسیون KF حجمی
2. تیتراسیون KF کولومتریک

در روش حجمی، ماده سوزاننده مستقیما توسط یک بورت به نمونه افزوده می شود. اما با استفاده از روش کولومتریک، تیترانت در سلول تیتراسیون و به شکل الکتروشیمیایی تولید می‌شود. در روش کولومتریک سطح آب بسیار کمتر از روش حجمی اندازه‌گیری می گردد.
توجه شود که در هر دو روش نمونه به ظرف تیتراسیون منتقل و حل شده و سپس تیتر می‌گردد. لازم به ذکر است که برخی از نمونه ها در هیچ حلالی قابل حل نیستند. برخی هم می توانند با معرف های KF واکنش های جانبی ایجاد کنند.